# Тауа (Бразилия)
Тауа (порт. Tauá)  —  муниципалитет в Бразилии, входит в штат Сеара. Составная часть мезорегиона Сертойнс-Сеаренсис. Входит в экономико-статистический  микрорегион Сертан-ди-Иньямунс. Население составляет 52 398 человек на 2006 год. Занимает площадь 4 018,188 км². Плотность населения — 13,0 чел./км².

## История
Город основан в 1929 году.

## Статистика
- Валовой внутренний продукт на 2004 составляет 80.568.000,00 реалов (данные: Бразильский институт географии и статистики).
- Валовой внутренний продукт на душу населения на 2004 составляет 1.542,00 реалов (данные: Бразильский институт географии и статистики).
- Индекс развития человеческого потенциала на 2000 составляет 0,665 (данные: Программа развития ООН).

## География
Климат местности: полупустыня.